# ヘイナウド・マノエウ・ダ・シウヴァ
ヘイナウド（Reinaldo）ことヘイナウド・マノエウ・ダ・シウヴァ（ポルトガル語: Reinaldo Manoel da Silva、1989年9月28日 - ）は、ブラジルのサッカー選手。ポジションはDF。

## クラブ歴
アラゴアス州ポルト・カウヴォ生まれであるが、サンパウロ州の下位リーグに所属するクラブに所属した。2012年5月16日にCAペナポレンセからカンピオナート・ブラジレイロ・セリエA所属のスポルチ・レシフェに年末までの期限付き移籍。5月27日のサントスFC戦でマルキーニョス・パラナに代えて投入されてカンピオナート・ブラジレイロ・セリエA初出場。
2013年5月29日にサンパウロFCに期限付き移籍で加入。レギュラーとして活躍したため11月30日に買い取った。2016年2月8日にAAポンチ・プレッタに年末までの期限付き移籍。12月28日にサンパウロとの契約を2018年末まで更新し、翌年のアソシアソン・シャペコエンセ・ジ・フチボウへの期限付き移籍も決まった。

## タイトル
ペナポレンセ
- カンピオナート・パウリスタ・セリエA3: 2011
- コパ・パウリスタ: 2011

シャペコエンセ
- カンピオナート・カタリネンセ: 2017

サンパウロ
- カンピオナート・パウリスタ: 2021